# アシタスイッチ
『アシタスイッチ〜MY TIME TO SHINE〜』は、2012年4月8日から2013年3月31日まで中部日本放送（CBC）の制作によりTBS系列にて放送していた情報・トーク番組。化粧品メーカー・ファンケルの一社提供。放送時間は毎週日曜日の23:30〜翌0:00（JST）。

## 概要
当番組は、ロケパートとスタジオパートに大別。ロケパートの途中に、スタジオパートを2～3回はさむ構成で放送されている。
『ホンネ日和』（当番組と同じくCBCが制作した前番組）の流れを汲む飲食店でのロケパートでは、ゲスト（2組の著名人）が1対1形式でのトークを通じて、「生きるためのヒント」「人生の本質」を探る。スタジオパートでは、ロケパートの映像を基に、MCの田辺誠一を初めとする出演者が同様のトークを展開する。なお、ロケパートのゲストはスタジオパートに登場せず、スタジオパートの出演者もロケパートには登場しない。トークゲストはもともと長年の交流がある二人の場合もあるが、あまり親しい付き合いをしたことがない、もしくは全くの初対面というケースも珍しくない。
番組開始から2012年9月30日までの放送では、田辺と中田有紀がMCを担当。スタジオパートには、名越康文（精神科医）がレギュラーで出演したほか、週替わりで1名の若手男優をゲストに迎えていた。
2012年10月7日の放送からは、田辺以外のスタジオ出演者やスタジオセットを一新。ゲストを迎えない代わりに、徳井義実（チュートリアル ）と美波がレギュラーに加わった。また、ロケパートの途中にスタジオパートを挿入する場合には、ロケパートのゲストに関する情報を記したメモ（通称「田辺メモ」）を紹介するようになった。

## MC
- 田辺誠一
- 徳井義実（チュートリアル）（2012年10月7日 - 2013年3月31日）
- 美波（2012年10月7日 - 2013年3月31日）

### 過去のMC
- 中田有紀（番組開始 - 2012年9月30日）

## スタッフ
- ナレーター：逸見友惠
- 構成：間マサムネ、ゴウヒデキ、大橋和宏
- TP：勝屋一朗
- TD：保泉達也
- ST-CAM：山田和裕、首藤祥太、若月潤都
- LOC-CAM：吉田千明、笠井俊和、山田和裕
- VE：時見正和、伊藤洋人
- MIX：長谷川新、林田群士
- LD：香川和代
- 編集：堀内雅也、和田智昭、河野匡昭
- MA：船木優
- 音響効果：安原裕人、秋庭加菜子
- CG：シーエスツーデザイン
- タイトルCG：森三平
- オープニング音楽：近藤由紀夫・小西香葉（MOKA☆）
- 美術：坪田幸之、森健彦
- メイク：清水惇子
- 協力：プログレッソ、フジアール、千代田ビデオ、e-naスタジオ、マクロミル
- 編成：磯貝満昭、榊原正樹（以前は、番宣）
- web：湯澤巧、田中義弘
- 番宣：大羽秀樹、榊原正樹、神尾純子（途中まで）→須原健太郎
- AD：福田真実子、三代徹也、熱海里恵、下村佳織
- ディレクター：北山友亮、河野幸信、吉本竜二、花輪和伯（途中まで）、山本慎之介、漆畑由美（以前はAD）、舟木隆浩
- AP：長谷川三芳、辻安恵
- プロデューサー：今泉昌也、稲垣邦広、柴田昇、柳橋弘紀
- 制作協力：テイクシステムズ
- 製作著作：CBC

## テーマソング
- DREAMS COME TRUE「MY TIME TO SHINE」
  - 番組内では毎回、同曲を使用したCMや、ボーカルの吉田美和が出演するCM（いずれも「ファンケル　無添加スキンケア」）が放送されている。

## ネット局
| 放送対象地域  | 放送局                    | 系列    | 放送日時            | 備考                 |
| ------------- | ------------------------- | ------- | ------------------- | -------------------- |
| 中京広域圏    | 中部日本放送（CBC）       | TBS系列 | 日曜 23:30 - 翌0:00 | 制作局 現・CBCテレビ |
| 北海道        | 北海道放送（HBC）         | TBS系列 | 日曜 23:30 - 翌0:00 | 同時ネット           |
| 青森県        | 青森テレビ（ATV）         | TBS系列 | 日曜 23:30 - 翌0:00 | 同時ネット           |
| 岩手県        | IBC岩手放送（IBC）        | TBS系列 | 日曜 23:30 - 翌0:00 | 同時ネット           |
| 宮城県        | 東北放送（TBC）           | TBS系列 | 日曜 23:30 - 翌0:00 | 同時ネット           |
| 山形県        | テレビユー山形（TUY）     | TBS系列 | 日曜 23:30 - 翌0:00 | 同時ネット           |
| 福島県        | テレビユー福島（TUF）     | TBS系列 | 日曜 23:30 - 翌0:00 | 同時ネット           |
| 関東広域圏    | TBSテレビ（TBS）          | TBS系列 | 日曜 23:30 - 翌0:00 | 同時ネット           |
| 山梨県        | テレビ山梨（UTY）         | TBS系列 | 日曜 23:30 - 翌0:00 | 同時ネット           |
| 新潟県        | 新潟放送（BSN）           | TBS系列 | 日曜 23:30 - 翌0:00 | 同時ネット           |
| 長野県        | 信越放送（SBC）           | TBS系列 | 日曜 23:30 - 翌0:00 | 同時ネット           |
| 静岡県        | 静岡放送（SBS）           | TBS系列 | 日曜 23:30 - 翌0:00 | 同時ネット           |
| 富山県        | チューリップテレビ（TUT） | TBS系列 | 日曜 23:30 - 翌0:00 | 同時ネット           |
| 石川県        | 北陸放送（MRO）           | TBS系列 | 日曜 23:30 - 翌0:00 | 同時ネット           |
| 近畿広域圏    | 毎日放送（MBS）           | TBS系列 | 日曜 23:30 - 翌0:00 | 同時ネット           |
| 鳥取県 島根県 | 山陰放送（BSS）           | TBS系列 | 日曜 23:30 - 翌0:00 | 同時ネット           |
| 岡山県 香川県 | 山陽放送（RSK）           | TBS系列 | 日曜 23:30 - 翌0:00 | 同時ネット           |
| 広島県        | 中国放送（RCC）           | TBS系列 | 日曜 23:30 - 翌0:00 | 同時ネット           |
| 山口県        | テレビ山口（tys）         | TBS系列 | 日曜 23:30 - 翌0:00 | 同時ネット           |
| 愛媛県        | あいテレビ（ITV）         | TBS系列 | 日曜 23:30 - 翌0:00 | 同時ネット           |
| 高知県        | テレビ高知（KUTV）        | TBS系列 | 日曜 23:30 - 翌0:00 | 同時ネット           |
| 福岡県        | RKB毎日放送（RKB）        | TBS系列 | 日曜 23:30 - 翌0:00 | 同時ネット           |
| 長崎県        | 長崎放送（NBC）           | TBS系列 | 日曜 23:30 - 翌0:00 | 同時ネット           |
| 熊本県        | 熊本放送（RKK）           | TBS系列 | 日曜 23:30 - 翌0:00 | 同時ネット           |
| 大分県        | 大分放送（OBS）           | TBS系列 | 日曜 23:30 - 翌0:00 | 同時ネット           |
| 宮崎県        | 宮崎放送（MRT）           | TBS系列 | 日曜 23:30 - 翌0:00 | 同時ネット           |
| 鹿児島県      | 南日本放送（MBC）         | TBS系列 | 日曜 23:30 - 翌0:00 | 同時ネット           |
| 沖縄県        | 琉球放送（RBC）           | TBS系列 | 日曜 23:30 - 翌0:00 | 同時ネット           |